# Tachypeza tanaisense
Tachypeza tanaisense är en tvåvingeart som beskrevs av Nikolai Vasilevich Kovalev och Chvala 1975. Tachypeza tanaisense ingår i släktet Tachypeza och familjen puckeldansflugor. Inga underarter finns listade i Catalogue of Life.